# Jerry Wallace
Jerry Wallace (* 15. Dezember 1928 in Guildford, Missouri; † 5. Mai 2008 in Corona, Kalifornien) war ein US-amerikanischer Pop- und Country-Sänger.

## Biografie
Jerry Wallace wurde 1928 in Guildford, Missouri geboren. Während des Zweiten Weltkriegs diente er in der United States Navy. Seine Karriere im Pop-Markt der USA begann 1951.
Sein erster, großer Hit gelang ihm 1958 mit der Single How the Time Flies, die bis auf Platz #8 der Billboard-Charts. Den Erfolg konnte er mit der ein Jahr später folgenden Single Primrose Lane noch toppen.
Nach diesem Erfolg orientierte er sich mehr am Country der damaligen Zeit. Sein Spitzname wurde „Mr. Smooth“, da er sehr weich und ruhig sang.
In den 1960ern veröffentlichte er mehrere Alben, die in den hinteren Rängen der Charts landeten, auf mehreren Plattenlabeln wie Mercury Records und Liberty Records. Erst 1972, nach dem Wechsel zu Decca Records, gelang ihm mit If You Leave Me Tonight I’ll Cry ein Top-Hit in den Country-Charts. Der Song wurde in der sehr populären Serie Night Gallery ausgestrahlt. Auch das zugehörige Album erreichte die Spitzenposition.
Im selben Jahr wurde Wallace außerdem für den „Country Music Association Award as Male Vocalist of the Year“ nominiert, seine Single To get To You erhielt auch eine Nominierung.
In den 1970ern konnte er noch einige Erfolge erringen, seine letzte Charts-Single wurde 1980 If I Could Set My Love To Music. Danach beendete er seine Karriere und trat nur noch gelegentlich auf.
2008 verstarb er im Alter von 79 Jahren in seinem Haus in Kalifornien. Er hinterließ seine Ex-Ehefrau Reva Stone, vier Kinder und zwei Enkelkinder.

## Diskografie

### Alben
| Jahr | Titel                                                             | Höchstplatzierung, Gesamtwochen, AuszeichnungChartplatzierungen (Jahr, Titel, Platzierungen, Wochen, Auszeichnungen, Anmerkungen) | Höchstplatzierung, Gesamtwochen, AuszeichnungChartplatzierungen (Jahr, Titel, Platzierungen, Wochen, Auszeichnungen, Anmerkungen) | Anmerkungen |
| Jahr | Titel                                                             | US | Country | Anmerkungen |
| ---- | ----------------------------------------------------------------- | --- | --- | ----------- |
| 1964 | In the Misty Moonlight                                            | US96 (7 Wo.)US | — |             |
| 1968 | This One’s On the House                                           | — | Country35 (5 Wo.)Country |             |
| 1968 | Another Time, Another World                                       | — | Country31 (4 Wo.)Country |             |
| 1968 | Sweet Child of Sunshine                                           | — | Country35 (3 Wo.)Country |             |
| 1972 | This Is Jerry Wallace                                             | — | Country7 (22 Wo.)Country |             |
| 1972 | To Get to You                                                     | — | Country1 (33 Wo.)Country |             |
| 1973 | Do You Know What It’s Like to Be Lonesome?                        | US179 (8 Wo.)US | Country6 (18 Wo.)Country |             |
| 1973 | Primrose Lane / Don’t Give Up On Me                               | — | Country1 (19 Wo.)Country |             |
| 1974 | For Wives and Lovers                                              | — | Country31 (7 Wo.)Country |             |
| 1974 | I Wonder Whose Baby (You Are Now) / Make Hay While the Sun Shines | — | Country45 (4 Wo.)Country |             |
| 1975 | Greatest Hits                                                     | — | Country39 (5 Wo.)Country |             |
| 1976 | Jerry Wallace                                                     | — | Country41 (3 Wo.)Country |             |

Weitere Alben
- 1959: Just Jerry
- 1961: There She Goes
- 1962: Shutters & Boards
- 1990: Greatest Hits

### Singles
| Jahr | Titel Album                                                                          | Höchstplatzierung, Gesamtwochen, AuszeichnungChartplatzierungen (Jahr, Titel, Album, Platzierungen, Wochen, Auszeichnungen, Anmerkungen) | Höchstplatzierung, Gesamtwochen, AuszeichnungChartplatzierungen (Jahr, Titel, Album, Platzierungen, Wochen, Auszeichnungen, Anmerkungen) | Anmerkungen           |
| Jahr | Titel Album                                                                          | US | Country | Anmerkungen           |
| ---- | ------------------------------------------------------------------------------------ | --- | --- | --------------------- |
| 1958 | How The Time Flies Just Jerry                                                        | US11 (16 Wo.)US | — |                       |
| 1958 | Diamond Ring Just Jerry                                                              | US78 (4 Wo.)US | — |                       |
| 1959 | A Touch Of Pink                                                                      | US92 (2 Wo.)US | — |                       |
| 1959 | Primrose Lane There She Goes                                                         | US8 (21 Wo.)US | — | mit The Jewels        |
| 1960 | Little Coco Palm                                                                     | US36 (9 Wo.)US | — |                       |
| 1960 | Swingin’ Down The Lane There She Goes                                                | US79 (2 Wo.)US | — |                       |
| 1961 | There She Goes                                                                       | US26 (10 Wo.)US | — |                       |
| 1961 | Life’s A Holiday Shutters and Boards                                                 | US91 (1 Wo.)US | — |                       |
| 1963 | Shutters and Boards                                                                  | US24 (12 Wo.)US | — |                       |
| 1964 | In The Misty Moonlight                                                               | US19 (11 Wo.)US | — |                       |
| 1964 | It’s A Cotton Candy World The Best Of Jerry Wallace                                  | US99 (1 Wo.)US | — |                       |
| 1965 | Life’s Gone and Slipped Away The Best Of Jerry Wallace                               | — | Country23 (11 Wo.)Country |                       |
| 1966 | Diamonds and Horseshoes The Best Of Jerry Wallace                                    | — | Country45 (2 Wo.)Country |                       |
| 1966 | Wallpaper Roses                                                                      | — | Country43 (7 Wo.)Country |                       |
| 1966 | Not That I Care                                                                      | — | Country44 (7 Wo.)Country |                       |
| 1967 | This One’s On The House                                                              | — | Country36 (13 Wo.)Country |                       |
| 1968 | Another Time, Another Place, Another World Another Time, Another World               | — | Country69 (3 Wo.)Country |                       |
| 1968 | Sweet Child Of Sunshine                                                              | — | Country22 (10 Wo.)Country |                       |
| 1969 | Son Sweet Child Of Sunshine                                                          | — | Country69 (6 Wo.)Country |                       |
| 1969 | Swiss Cottage Place                                                                  | — | Country71 (2 Wo.)Country |                       |
| 1970 | Even The Bad Times Are Good Superpak                                                 | — | Country74 (2 Wo.)Country |                       |
| 1971 | After You This Is Jerry Wallace                                                      | — | Country22 (12 Wo.)Country |                       |
| 1971 | She’ll Remember This Is Jerry Wallace                                                | — | Country51 (2 Wo.)Country | B-Seite von After You |
| 1971 | The Morning After This Is Jerry Wallace                                              | — | Country19 (14 Wo.)Country |                       |
| 1972 | To Get To You                                                                        | US48 (12 Wo.)US | Country12 (22 Wo.)Country |                       |
| 1972 | If You Leave Me Tonight I’ll Cry To Get To You                                       | US38 (9 Wo.)US | Country1 (17 Wo.)Country |                       |
| 1972 | Thanks To You For Lovin’ Me Superpak                                                 | — | Country66 (7 Wo.)Country |                       |
| 1973 | Do You Know What It’s Like to Be Lonesome Do You Know What It’s Like to Be Lonesome? | — | Country2 (15 Wo.)Country |                       |
| 1973 | Sound Of Goodbye Do You Know What It’s Like to Be Lonesome?                          | — | Country21 (12 Wo.)Country |                       |
| 1973 | Don’t Give Up On Me Primrose Lane / Don’t Give Up On Me                              | — | Country3 (16 Wo.)Country |                       |
| 1974 | Guess Who For Wives and Lovers                                                       | — | Country18 (12 Wo.)Country |                       |
| 1974 | My Wife’s House For Wives and Lovers                                                 | — | Country9 (14 Wo.)Country |                       |
| 1974 | I Wonder Whose Baby (You Are Now)                                                    | — | Country20 (12 Wo.)Country |                       |
| 1975 | Comin’ Home To You                                                                   | — | Country32 (12 Wo.)Country |                       |
| 1975 | Wanted Man Jerry Wallace                                                             | — | Country41 (9 Wo.)Country |                       |
| 1975 | Georgia Rain Jerry Wallace                                                           | — | Country70 (6 Wo.)Country |                       |
| 1977 | I Miss You Already                                                                   | — | Country26 (13 Wo.)Country |                       |
| 1977 | I’ll Promise You Tomorrow I Miss You Already                                         | — | Country28 (12 Wo.)Country |                       |
| 1978 | At The End Of A Rainbow I Miss You Already                                           | — | Country24 (11 Wo.)Country |                       |
| 1978 | My Last Sad Song I Miss You Already                                                  | — | Country64 (6 Wo.)Country |                       |
| 1978 | I Wanna Go To Heaven                                                                 | — | Country38 (8 Wo.)Country |                       |
| 1979 | Yours Love                                                                           | — | Country67 (5 Wo.)Country |                       |
| 1979 | You’ve Still Got Me                                                                  | — | Country68 (8 Wo.)Country |                       |
| 1980 | Cling To Me                                                                          | — | Country56 (7 Wo.)Country |                       |
| 1980 | If I Could Set My Love To Music                                                      | — | Country80 (5 Wo.)Country |                       |

Weitere Singles
- 1952: Miserable Blues
- 1954: That’s What A Woman Can Do
- 1954: Runnin’ After Love
- 1955: Taj Mahal
- 1955: The Greatest Magic Of All
- 1956: On A Night When Flowers Were Dancing
- 1956: Eyes Of Fire Lips Of Wine
- 1957: Blue Jean Baby
- 1957: Date Night
- 1958: Good and Bad
- 1960: You’re Singing Our Love Song To Somebody Else
- 1960: Only Twenty
- 1961: Lonesome
- 1961: Rollin’ River
- 1962: Little Miss Tease
- 1962: You’ll Never Know
- 1963: Move Over (When True Love Walks By)
- 1963: Just Walking In The Rain
- 1963: Empty Arms Again
- 1963: Auf Wiedersehen
- 1964: Butterfly
- 1964: Spanish Guitars
- 1964: Careless Hands
- 1965: Helpless
- 1965: Time
- 1967: Runaway Bay
- 1968: The Closest I Ever Came
- 1968: That’s The Fool In Me
- 1969: Venus
- 1969: Honey Eyed Girl
- 1973: Take Me As I Am
- 1975: All I Want Is You
- 1976: The Fool I’ve Been Today
- 1976: I Can’t Keep My Hands Off You